# Just Dance 2023 Edition
Just Dance 2023 Edition — танцевальная ритм-игра, разработанная и издана компанией Ubisoft. Была анонсирована 10 сентября 2022 года во время презентации Ubisoft Forward September 2022 как четырнадцатая и последняя игра в серии. Вместо выпуска новых игр, издатель планирует добавлять новый контент в игру через онлайн-обновления. Игра вышла 22 ноября 2022 для Nintendo Switch, PlayStation 5 и Xbox Series X/S. Это первая игра в серии с Just Dance 4, которая не была доступна для PlayStation 4 и Xbox One.
Just Dance 2023 Edition так же была запланирована для выпуска на Stadia, но так как Stadia закрывается в январе 2023, выпуск версии игры для Stadia был отменён.

## Игровой процесс
Как и в предыдущих частях франшизы, игроки должны повторять движения танцора на экране под выбранную песню, используя либо контроллеры движения (только для Nintendo Switch), либо соответствующее приложение для смартфона.
Пользовательский интерфейс был значительно изменён по сравнению с предыдущими играми серии, и был подогнан под интерфейс потоковых сервисов, таких как Netflix, Hulu и Disney+. Были добавлены новые функции для многопользовательского режима, с приватными онлайн-комнатами, поддерживающими до шести игроков. Обновился редактор Dancer Card. Были добавлены стикеры, которыми игроки могут описывать свои чувства после каждого танца. Вместо аватаров теперь используются изображения тренеров.

## Список песен
По состоянию на ноябрь 2022, подтверждено появление следующих песен в Just Dance 2023 Edition:
| Песня                                        | Исполнитель                                                       | Год  |
| -------------------------------------------- | ----------------------------------------------------------------- | ---- |
| «Anything I Do»                              | CLiQ и Ms Banks and Alika                                         | 2018 |
| «As It Was»                                  | Гарри Стайлз                                                      | 2022 |
| «Boy with Luv»                               | BTS и Холзи                                                       | 2019 |
| «Bring Me to Life»                           | Evanescence                                                       | 2003 |
| «Can’t Stop the Feeling!»                    | Джастин Тимберлейк                                                | 2016 |
| «Danger! High Voltage»                       | Electric Six                                                      | 2002 |
| «Disco Inferno»                              | The Trammps                                                       | 1976 |
| «Drivers License»                            | Оливия Родриго                                                    | 2021 |
| «Dynamite»                                   | BTS                                                               | 2020 |
| «Farfalle»                                   | Sangiovanni                                                       | 2022 |
| «Good Ones»                                  | Charli XCX                                                        | 2021 |
| «Heat Waves»                                 | Glass Animals                                                     | 2020 |
| «I Knew You Were Trouble (Taylor’s Version)» | Тейлор Свифт                                                      | 2021 |
| «If You Wanna Party»                         | The Just Dancers                                                  | 2022 |
| «Jamais Lâcher»                              | Michou                                                            | 2022 |
| «Locked Out of Heaven»                       | Бруно Марс                                                        | 2012 |
| «Love Me Land»                               | Сара Ларссон                                                      | 2020 |
| «Magic»                                      | Кайли Миноуг                                                      | 2020 |
| «Majesty»                                    | Apashe и Wasiu                                                    | 2018 |
| «Million Dollar Baby»                        | Эйва Макс                                                         | 2022 |
| «More»                                       | K/DA с Мэдисон Бир, (G)I-dle, Lexie Liu, Джейра Бёрнс и Seraphine | 2020 |
| «Numb»                                       | Linkin Park                                                       | 2003 |
| «Physical»                                   | Дуа Липа                                                          | 2020 |
| «Playground»                                 | Беа Миллер                                                        | 2021 |
| «Psycho»                                     | Red Velvet                                                        | 2019 |
| «Radioactive»                                | Imagine Dragons                                                   | 2012 |
| «Rather Be»                                  | Clean Bandit и Джесс Глинн                                        | 2013 |
| «Sissy That Walk»                            | Ру Пол                                                            | 2014 |
| «Stay»                                       | The Kid Laroi и Джастин Бибер                                     | 2021 |
| «Sweet but Psycho»                           | Эйва Макс                                                         | 2018 |
| «Telephone»                                  | Леди Гага и Бейонсе                                               | 2010 |
| «Therefore I Am»                             | Билли Айлиш                                                       | 2020 |
| «Toxic»                                      | Бритни Спирс                                                      | 2004 |
| «Ubu Love»                                   | Naniwa Danshi                                                     | 2021 |
| «Vleugels»                                   | K3                                                                | 2022 |
| «Walking on Sunshine»                        | Top Culture (как подражатели Katrina and the Waves)               | 1985 |
| «Wannabe»                                    | Itzy                                                              | 2020 |
| «Watch Out for This (Bumaye)»                | Major Lazer с Busy Signal, The Flexican и FS Green                | 2013 |
| «We Don’t Talk About Bruno»                  | Персонажи из мультфильма «Энканто» от Disney                      | 2021 |
| «Witch»                                      | Apashe и Alina Pash                                               | 2021 |
| «Woman»                                      | Doja Cat                                                          | 2021 |
| «Wouldn’t It Be Nice»                        | The Sunlight Shakers (как подражатели The Beach Boys)             | 1966 |
| «Zooby Doo»                                  | Tigermonkey                                                       | 2016 |

### Just Dance+
Just Dance+ — это будущая подписка в Just Dance, которая вышла вместе с Just Dance 2023 Edition. Она стала заменой Just Dance Unlimited и продолжила включать в себя песни из прошлых частей Just Dance, а также новые эксклюзивные треки.

## Будущее игры
В интервью для JB Hi-Fi в ноябре 2022, бренд-директор Just Dance Амели Луве подтвердила, что Just Dance 2023 Edition будет последней игрой в главной серии. Весь контент, выходящий после релиза игры (включая новые песни, режимы и функции), будет добавляться в игру с помощью онлайн-обновлений «спустя месяцы и годы после выпуска игры».
Несмотря на это, позднее вышла Just Dance 2024 Edition.